# مارميلادي
مارميلادي هي مدينة من مدن هايتي. وهي مسقط الرئيس رينيه بريفال، وخلال السنوات الأولى من ولايته بدات عدة مشاريع في المدينة منها تصنيع الأثاث من الخيزران.

## أعلام
- رينيه بريفال